# Sanudo

Wappen der Sanudo

Sanudo ist der Name einer venezianischen Patrizierfamilie, die zu den zwölf noblen Häusern Venedigs und damit zu den ältesten und vornehmsten Mitgliedern des Großen Rats der Republik Venedig zählte (siehe: Patriziat von Venedig). Einer alten Überlieferung zufolge gelten sie als ein Seitenzweig der Candiano, die in der Frühzeit der Republik fünf Dogen gestellt hatte. Erster erwähnter Vertreter ist Marco Sanudo (um 1043–1096), Großrat, Hauptmann und Botschafter in Byzanz. Die Familie hatte in der Folge enge Geschäftsbeziehungen zu Byzanz.
Den Höhepunkt ihres Einflusses erreichte die Familie in der Zeit des Vierten Kreuzzugs, als Marco Sanudo 1207-10 die Kykladen eroberte und das Herzogtum Archipelagos gründete, auch Herzogtum Naxos genannt, mit dem er sich unter die Lehnsherrschaft des byzantinischen Kaisers stellte. Als persönlichen Besitz erhielt er die Inseln Paros, Antiparos, Melos, Sifnos, Kithnos, Ios, Amorgos, Kimolos, Sikinos, Syros und Pholegandros. Die Sanudo regierten das Herzogtum bis 1383, als sie durch einen Aufstand der Crispos gestürzt wurden, die sich an ihrer Stelle auf den Thron setzten.
Es gab folgende Zweige (benannt nach den Kirchgemeinden, in denen sie lebten):
- di San Matteo di Rialto
- dei duchi di Nasso, 1207–1383 Herzöge des Archipelagos
- di San Silvestro;
- di San Giacomo dell'Orio;
- di San Polo;
- di San Severo.

Zu ihren Mitgliedern zählen:
- Marco Sanudo († 1227), Neffe des venezianischen Dogen Enrico Dandolo und Teilnehmer des Vierten Kreuzzugs, erster Herzog des Archipelagos
- Marino Sanudo der Ältere (c. 1260 – 1338), Torcello, venezianischer Kaufmann, Schriftsteller und Geograph
- Marin Sanudo (genannt Marino Sanuto der Jüngere; 1466–1536), italienischer Historiker, Politiker und Tagebuchschreiber
- Cristina Sanudo († 1471), Dogaressa von Venedig

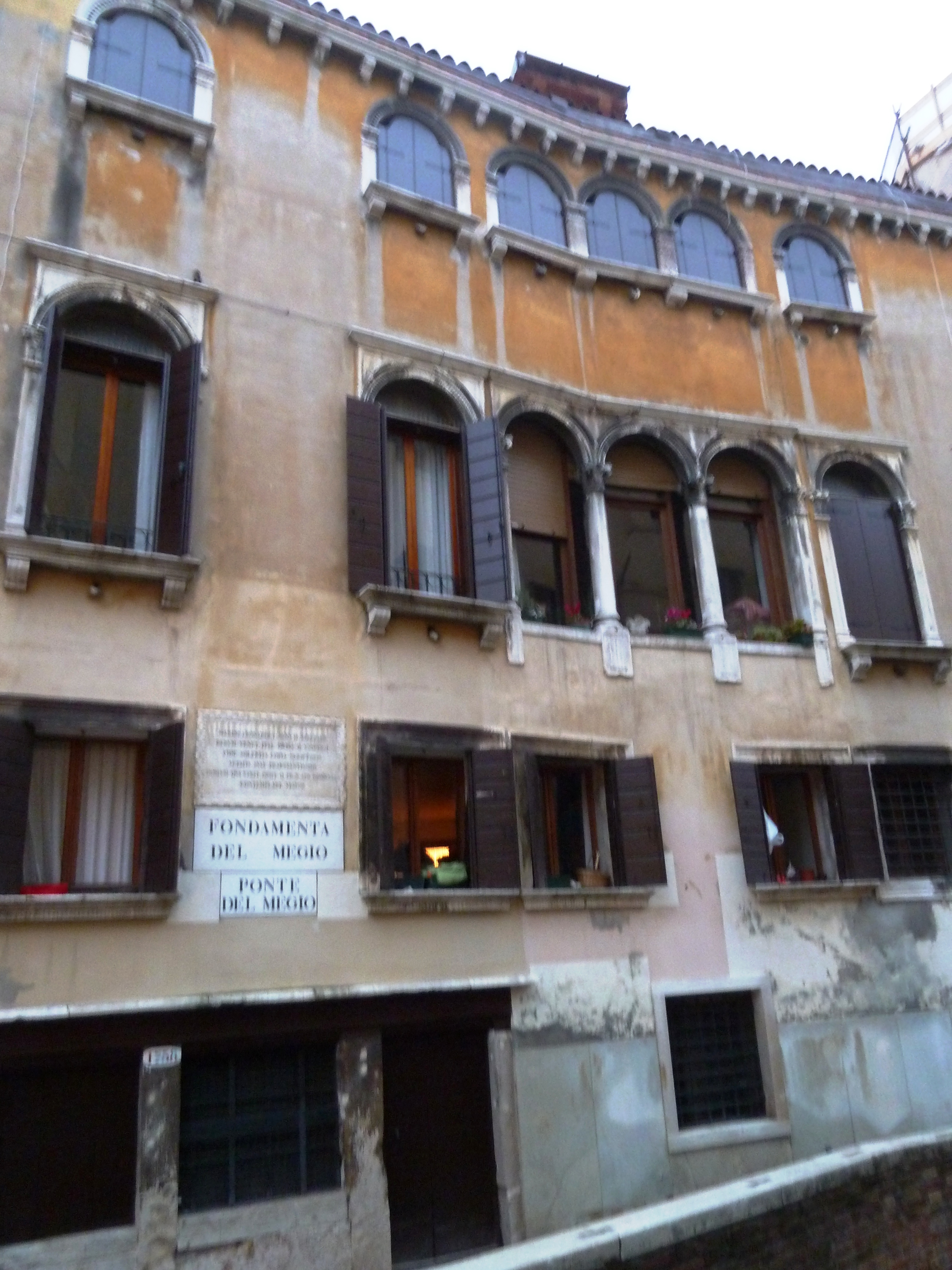
Palazzo Sanudo
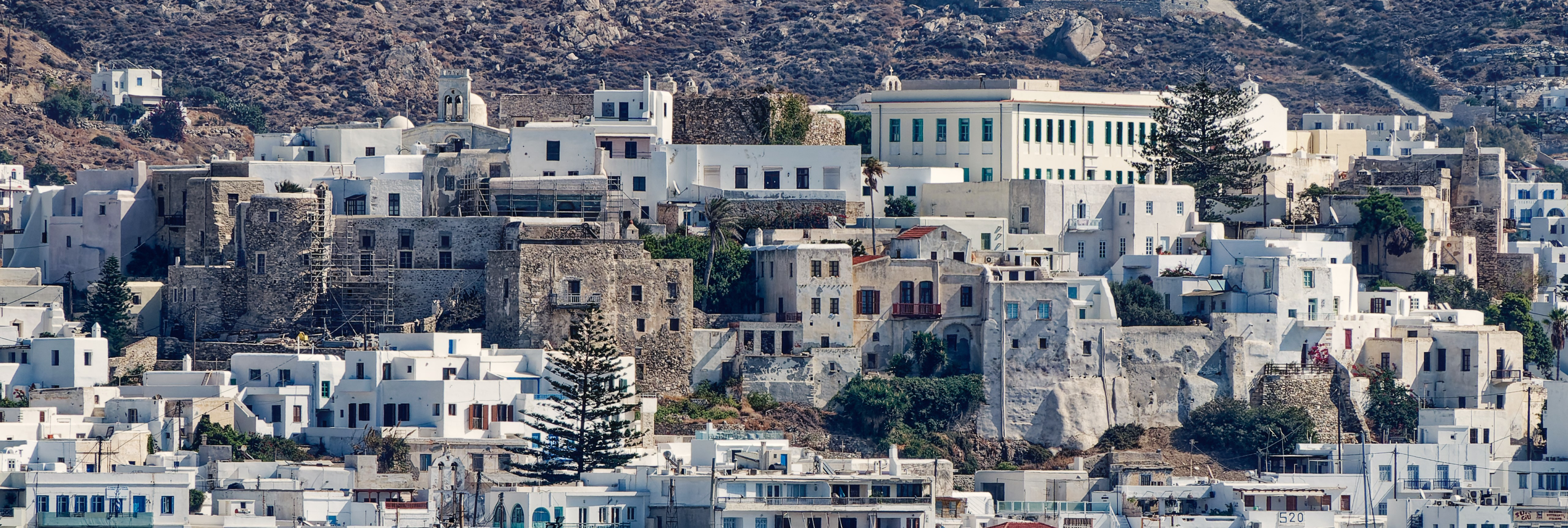
Die Burganlage von Naxos, erbaut ab 1210 von Marco Sanudo